# Kariologia
Kariologia (gr. káryon - (jądro) orzech(a); -logia - wypowiedź w słowie albo na piśmie; doktryna, teoria, nauka; rozprawa, traktat) – nauka o jądrze komórkowym, jego budowie, funkcjach i znaczeniu dla komórki. Klasyfikowana jako dział cytologii.